# Kleine Zweistreifenfledermaus

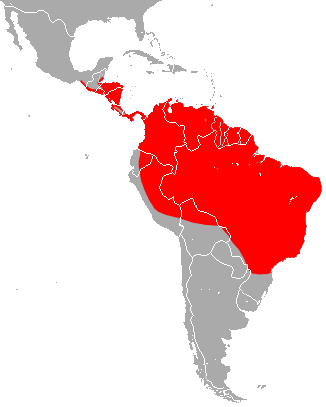
Verbreitungsgebiet der Kleinen Zweistreifenfledermaus

Die Kleine Zweistreifenfledermaus (Saccopteryx leptura) ist ein in Mittel- und Südamerika verbreitetes Fledertier in der Gattung der Sackflügelfledermäuse. Das Typusexemplar stammt aus Suriname. Wie der deutsche Name, weist der Artzusatz im wissenschaftlichen Namen auf die gelben Streifen des Rückens hin.

## Merkmale
Laut Messungen aus Venezuela sind Weibchen mit einer durchschnittlichen Gesamtlänge von 59,9 mm, inklusive eines 16,1 mm langen Schwanzes, mit einem Gewicht um 5,7 g und mit etwa 39,4 mm langen Unterarmen größer als Männchen, die eine Körperlänge von ungefähr 57,4 mm, eine Schwanzlänge von 15,2 mm und ein Durchschnittsgewicht von 4,7 g erreichen sowie etwa 37,6 mm lange Unterarme besitzen. Die Hinterfüße sind etwas länger als 8 mm und die Ohren erreichen 14 mm Länge. Kennzeichnend sind die zwei gelbweißen welligen Linien auf der ansonsten braunen Oberseite. Während des Fellwechsels sind diese leicht unscheinbar. Unterseits ist helleres Fell vorhanden und die Spitze des Schwanzes ragt aus der Oberseite der Schwanzflughaut heraus. Wie bei allen Sackflügelfledermäusen ist auf der Oberseite der Flügel in der Nähe des Ellenbogens eine sackförmige Duftdrüse vorhanden. Von den Gattungsvertretern haben außer dieser Art nur die Große Sackflügelfledermaus und die Graue Zweistreifenfledermaus (Saccopteryx canescens) zwei Streifen auf dem Rücken. Erstere ist größer und oberseits fast schwarz und die Zweite hat weiße Haarspitzen. Auch bei der Nasenfledermaus (Rhynchonycteris naso) sind zwei Rückenstreifen vorhanden. Diese hat abweichend weiße Haarbüschel auf den Unterarmen und keine Drüsensäcke. Die Zahnformel lautet I 1/3, C 1/1, P 2/2, M 3/3, was 32 Zähne im Gebiss ergibt. Der diploide Chromosomensatz enthält 28 Chromosomen (2n=28).

## Verbreitung
Die Art ist vom südwestlichen Mexiko (westliches Chiapas) und von Belize über Mittelamerika und das Amazonasbecken bis nach Bolivien und ins südöstliche Brasilien verbreitet. Manche Funde stammen aus den Grenzgebieten zu Paraguay und Argentinien (Provinz Misiones). Ab Ecuador ist diese Fledermaus östlich der Anden heimisch. Sie kommt auf Trinidad und Tobago vor. Die Art lebt im Flach- und Hügelland bis 500 oder selten 900 Meter Höhe. Sie hält sich in feuchten immergrünen Wäldern auf und besucht Grasflächen sowie Anbauflächen.

## Lebensweise
Die Kleine Zweistreifenfledermaus ruht am Tage und beginnt ihre Nahrungssuche kurz vor Sonnenuntergang. Sie jagt Nachtfalter und andere kleine Insekten. Die Rufe zur Echoortung beginnen bei 95 kHz und enden bei 45 kHz. Die Art fliegt bevorzugt über den Baumkronen. Meist bilden sich im Versteck Gruppen mit zwei bis drei Mitgliedern und manchmal leben neun Exemplare zusammen. Die Gruppen jagen in einem 0,1 bis 1,8 Hektar großem Gebiet und die Zusammensetzung der Gruppen ist variabel. Die Tagesquartiere liegen in Baumhöhlen, auf der Baumrinde oder im dichten Blattwerk. Gelegentlich befinden sich andere Fledermäuse wie die Große Sackflügelfledermaus, Blattnasen der Gattung Micronycteris, die Brillenblattnase, der Heller-Streifenfruchtvampir, die Jamaika-Fruchtfledermaus oder die Gelbohr-Fledermaus im selben Versteck. Laut wenigen Studien findet die Paarung auf Trinidad zum Beginn der Regenzeit im Mai und in Costa Rica zweimal jährlich statt. Oft bilden sich zur Paarungszeit monogame Paare. Das einzige Jungtier pro Wurf wird von der Mutter nach der Geburt 10 bis 15 Tage getragen, bevor es flugfähig ist. Es erhält etwa 2,5 Monate Muttermilch und lebt nach ungefähr 18 Monaten selbständig.

## Gefährdung
Gebietsweise wirken sich Waldrodungen negativ aus. Der Populationsrückgang wird als gemäßigt eingeschätzt. Die IUCN listet die Art als nicht gefährdet (least concern).